# Hexatoma longipes
Hexatoma longipes är en tvåvingeart som först beskrevs av Friedrich Hermann Loew 1865.  Hexatoma longipes ingår i släktet Hexatoma och familjen småharkrankar. Inga underarter finns listade i Catalogue of Life.